# Vereinigte Volksbanken
Die Vereinigte Volksbanken eG ist eine deutsche Genossenschaftsbank mit Sitz in Sindelfingen und Hauptverwaltung in Böblingen.

## Geschäftsgebiet
Das Geschäftsgebiet der Vereinigte Volksbanken eG erstreckt sich in drei Landkreisen über die Regionen Böblingen, Sindelfingen, Calw, Weil der Stadt, Schönbuch und Reutlingen mit 175.000 Kunden. Betrieben werden sechs Zweigniederlassungen in Böblingen, Calw, Schönaich, Sindelfingen, Weil der Stadt und Reutlingen.

## Organe der Bank
Die Organe der Bank sind der Vorstand, der Aufsichtsrat und die Vertreterversammlung.

## Geschichte
Entstanden aus zahlreichen Fusionen von ehemals selbstständigen Volksbanken und Raiffeisenbanken hat die „Vereinigte Volksbanken eG“ ihren geschichtlichen Ursprung in den Handwerkerbanken Calw, Reutlingen, der Gewerbebank Böblingen und den Darlehenskassenvereinen Waldenbuch und Schönaich. Die älteste Niederlassung wurde 1861 unter dem Namen „Reutlinger Handwerkerbank“ gegründet.
Die „Vereinigte Volksbank AG“ ist im Jahr 2000 durch die Verschmelzung der Volksbank im Kreis Böblingen AG und der Vereinigten Volksbanken eG Weil der Stadt / Calw entstanden. Beide Banken, die über viele Fusionen zur heutigen Bank zusammenwuchsen, haben ihre eigene Geschichte. Im Jahre 2016 wurde die Vereinigte Volksbank AG in die Vereinigte Volksbank eG umgewandelt. Im Jahre 2017 wurde die Darmsheimer Bank eG und im Jahre 2020 die Volksbank Reutlingen eG mit der Bank verschmolzen. Seit diesem Zusammenschluss 2020 firmiert die Bank als Vereinigte Volksbanken eG.
Am 21. Januar 2022 wurde bekannt, dass im Laufe des Jahres 2022 – rückwirkend zum 1. Januar 2022 – eine Fusion mit der Volksbank Leonberg-Strohgäu geplant ist.
Die geplante Verschmelzung der Volksbank Leonberg-Strohgäu eG mit der Vereinigte Volksbanken eG wird nicht weiterverfolgt.